# Semenivka, Cernihiv
Semenivka (în ucraineană Семенівка) este orașul raional de reședință al raionului Semenivka din regiunea Cernigău, Ucraina. În afara localității principale, mai cuprinde și satele Kutî-Druhi și Kutî-Perși.

## Demografie
Componența lingvistică a orașului Semenivka
     Ucraineană (78,8%)
     Rusă (20,88%)
     Alte limbi (0,17%)
Conform recensământului din 2001, majoritatea populației orașului Semenivka era vorbitoare de ucraineană (78,8%), existând în minoritate și vorbitori de rusă (20,88%).